# 公開図書館
公開図書館（こうかいとしょかん）は、広く一般利用に供されている図書館。通常の市町村立、都道府県立図書館はこれにあたる。その他、個人、団体が設置している図書館でも、一般の閲覧、貸出を認めている場合もあり、こうした場合は、公共図書館以外の公開図書館となる。立命館大学図書館のように、夏季休暇に中高生対象に公開図書館とするといったケースもある。

## 歴史
日本最初の公開図書館は、幕末から明治維新まで仙台藩が設置していた青柳文庫だといわれている。しかし、一部には奈良時代にあった芸亭院を、最初、もしくは最古のものとする説もある（桑原蓼軒『芸亭院-日本最初の公開図書館』芸亭院創始千二百年記念会 1962年）。これは石上宅嗣が自宅に設けた個人図書館である。その後、鎌倉時代に北条実時が設けた金沢文庫を公開図書館とする向きもあるが、これは利用には厳しい条件があったようで、かならずしも公開図書館とは呼べないものであったらしい。近代では、明治にはいって、1875年-1881年、浅草に官立で設置された浅草文庫というものもある。

## 種類

### それ以外の図書館
大学や団体、企業内の図書館は、その内部の人間に利用が特定されており、通例、一般の利用には供されていない。大学図書館、あるいは医科大学の図書館は、大学病院に長期入院している患者の利用に公開されているわけではない。そこで、入院患者や外来患者の利用のために病院患者図書館が各地の大学病院に誕生しつつある。また、企業内の業務上の用途のための設置された図書館、企業内専門図書館も一般には開かれていない。その他に、特定の個人の好みで収集された蔵書を収めた文庫、図書館も通常は一般公開はされていないが、まれにそうした篤志家の個人が設置して公開図書館というものも存在する。